# 安藤信二
安藤 信二（あんどう しんじ、1970年9月2日 - ）は、大分県佐伯市出身の元プロ野球選手（内野手）、野球指導者。現役時代は安藤 真児（読み同じ）の登録名も使用した。

## 来歴・人物
佐伯豊南高では3年夏の県大会でエースとして西嶋賢司とのバッテリーで川崎憲次郎（津久見）と投げ合うが敗れた。1988年のプロ野球ドラフト会議で西武ライオンズから4位指名を受け入団。
プロ入りと同時に投手から内野手に転向すると共に、「青野信二」から「安藤信二」に改姓した。プロ2年目の1990年に一軍初出場を果たす。
1993年に「安藤真児」に改名した。1995年にはファームで首位打者のタイトルを獲得するなどしたが、一軍では主に代打での起用が目立った。1999年限りで自由契約となり退団した。
2000年から2002年まで台湾大連盟の太陽で石井丈裕とともにプレーした。
2006年、西武時代の先輩・大塚光二が率いる埼玉県にある社会人野球のクラブチームの『一球幸魂倶楽部』の選手兼任コーチに就任する。その後、監督に就任し2012年まで務めた。その他に球団主催の野球教室や、コロナベースボールアカデミー湘南平塚校のコーチとして、子供たちの野球指導に務めた。
その後は、スポーツ用品関係の会社オーイソに勤務しつつ、比企郡鳩山町でMAGUS(メガス)ベースボールスクール主任コーチとして、地域に根差した野球指導を展開。初心者から、本格的に高校野球を目指す子供たちの指導に、自らの経験を生かした指導であたっている。
2013年より、同郷の野村昭彦（野村謙二郎元広島監督の実弟）が監督を務める環太平洋大学硬式野球部のコーチとなり、2017年の明治神宮野球大会準優勝後に監督に昇格した。2022年に野村が監督復帰したことで再びコーチとなった。
2023年からJPアセット証券野球部で監督を務めていたが、2024年をもって同部は休部した。
2025年春からは成立学園高等学校硬式野球部の監督の就任。高校、大学、社会人のチームでの監督経験を持つこととなる。

## 人物
現役時代はその容姿ゆえ女性人気が高かった。

## 詳細情報

### 年度別打撃成績
| 年 度    | 球 団    | 試 合 | 打 席 | 打 数 | 得 点 | 安 打 | 二 塁 打 | 三 塁 打 | 本 塁 打 | 塁 打 | 打 点 | 盗 塁 | 盗 塁 死 | 犠 打 | 犠 飛 | 四 球 | 敬 遠 | 死 球 | 三 振 | 併 殺 打 | 打 率 | 出 塁 率 | 長 打 率 | O P S |
| -------- | -------- | ----- | ----- | ----- | ----- | ----- | -------- | -------- | -------- | ----- | ----- | ----- | -------- | ----- | ----- | ----- | ----- | ----- | ----- | -------- | ----- | -------- | -------- | ----- |
| 1990     | 西武     | 10    | 17    | 14    | 3     | 4     | 2        | 0        | 0        | 6     | 1     | 0     | 0        | 0     | 0     | 3     | 0     | 0     | 3     | 3        | .286  | .412     | .429     | .840  |
| 1991     | 西武     | 4     | 2     | 2     | 0     | 0     | 0        | 0        | 0        | 0     | 0     | 0     | 0        | 0     | 0     | 0     | 0     | 0     | 1     | 1        | .000  | .000     | .000     | .000  |
| 1992     | 西武     | 14    | 24    | 20    | 1     | 5     | 1        | 0        | 0        | 6     | 3     | 0     | 0        | 1     | 0     | 3     | 0     | 0     | 3     | 1        | .250  | .348     | .300     | .648  |
| 1993     | 西武     | 15    | 19    | 13    | 1     | 3     | 1        | 0        | 0        | 4     | 0     | 0     | 0        | 0     | 0     | 6     | 0     | 0     | 5     | 0        | .231  | .474     | .308     | .781  |
| 1994     | 西武     | 13    | 17    | 14    | 1     | 6     | 0        | 0        | 0        | 6     | 7     | 0     | 0        | 0     | 2     | 1     | 0     | 0     | 1     | 1        | .429  | .412     | .429     | .840  |
| 1995     | 西武     | 13    | 16    | 13    | 0     | 3     | 1        | 0        | 0        | 4     | 6     | 0     | 1        | 0     | 1     | 2     | 0     | 0     | 3     | 0        | .231  | .313     | .308     | .620  |
| 1997     | 西武     | 4     | 4     | 3     | 0     | 1     | 0        | 0        | 0        | 1     | 0     | 0     | 0        | 0     | 0     | 1     | 0     | 0     | 2     | 0        | .333  | .500     | .333     | .833  |
| NPB：8年 | NPB：8年 | 73    | 99    | 79    | 6     | 22    | 5        | 0        | 0        | 27    | 17    | 0     | 1        | 1     | 3     | 16    | 0     | 0     | 18    | 6        | .278  | .388     | .342     | .730  |

### 記録
- 初出場：1990年9月27日、対近鉄バファローズ24回戦（西武ライオンズ球場）、8回表に二塁手として出場
- 初打席：同上、9回裏に吉井理人の前に三振
- 初先発出場：1990年10月1日、対オリックス・ブレーブス24回戦（西武ライオンズ球場）、8番・二塁手として先発出場
- 初安打・初打点：同上、4回裏に伊藤敦規から適時打

### 背番号
- 55 （1989年 - 1996年）
- 9 （1997年）
- 66 （1998年 - 1999年）
- 2 （2000年 - 2002年）

### 登録名
- 安藤 信二 （あんどう しんじ、1989年 - 1992年）
- 安藤 真児 （あんどう しんじ、1993年 - 1999年）